# 10 ハドソン・ヤード
座標: 北緯40度45分09秒 西経74度00分04秒 / 北緯40.752500度 西経74.001050度
10 ハドソン・ヤード (10 Hudson Yards) は、ニューヨーク市マンハッタン区ハドソン・ヤード再開発地区にある超高層ビルである。別名は、サウス・タワー (South Tower)。2016年に完成した。ヘルズ・キッチンやチェルシー地区やペンシルベニア駅、ニューヨーク市中央郵便局と隣接する。Coach, Inc.がメインのテナントであるため、このビルは非公式に'コーチ・タワー' (Coach Tower) と呼ばれることがある。

## 歴史

### 建設
ハドソン・ヤード再開発プロジェクトはコーン・ペダーセン・フォックスによって基本計画が策定された、16基の超高層ビルなど12,700,000平方フィート (1,180,000 m2)以上の新しいオフィス、住居、小売スペースを含む大規模再開発計画である。six million平方フィート (560,000 m2)の商業用オフィス施設、二階分のレストラン、カフェ、スーパー、バーなどを含む750,000-平方フート (70,000 m2)の小売施設、ホテル、文化施設、5,000ユニットのマンション、750席の学校、そして14エーカー (5.7 ha)のパブリック・スペースが建設予定である。10 ハドソン・ヤードは、このプロジェクトで最初に完成したビルであり、この地区に新たな客を呼び込むことが期待されている。ビルの設計はコーン・ペダーセン・フォックスである。
10 ハドソン・ヤードの起工式は2012年12月4日に行われた。基礎工事は2013の上半期まで行われ、タワー上部構造の建設は2013年8月に始まった。掘削作業を通じて、70,000立方ヤード (54,000 m3)の土砂が除去され、11,000立方ヤード (8,400 m3)のコンクリートが注入された。タワーの建設はen:Tutor Periniの関連会社が2013年3月に受注した。このタワーがハドソン・ヤードの中で最初に建てられた理由は、ハドソン・ヤードの建設地であるウェストサイド車両基地の人工プラットフォームの上空ではない場所に建設されるビルであるためである。
2014年3月には、ビルの建設は100フィート (30 m)の高さを超えた。2015年2月には、27階の高さに到達した。2015年4月には、32階の高さに達した。2015年11月、このビルは完成時の高さの52階に達した。
10 ハドソン・ヤードの南側のファサードは30丁目をまたいでハイラインへと接続しており、ビルの入り口の一つはハイライン上に位置している。

### テナント
このビルのメイン・テナントはコーチで、9階から24階の737,774平方フィート (68,541 m2)を占める。その他のテナントは、ロレアル やSAP 、ボストン・コンサルティング・グループなどで、それぞれ402,000平方フィート (37,300 m2) と115,000平方フィート (10,700 m2)、193,295平方フィート (17,957.7 m2) を占める。地元のスーパーマーケットFairwayはビルの下層階45,875平方フィート (4,262 m2)を占めることになっている。VaynerMediaもまたテナントとして決まっている。
10 ハドソン・ヤードのすぐ北の5階建て750,000平方フィート (70,000 m2)の商業施設ビルには、デパートや映画館が入ることになっている。この施設はen:Elks Manfredi Architectsによる設計である。

## ギャラリー

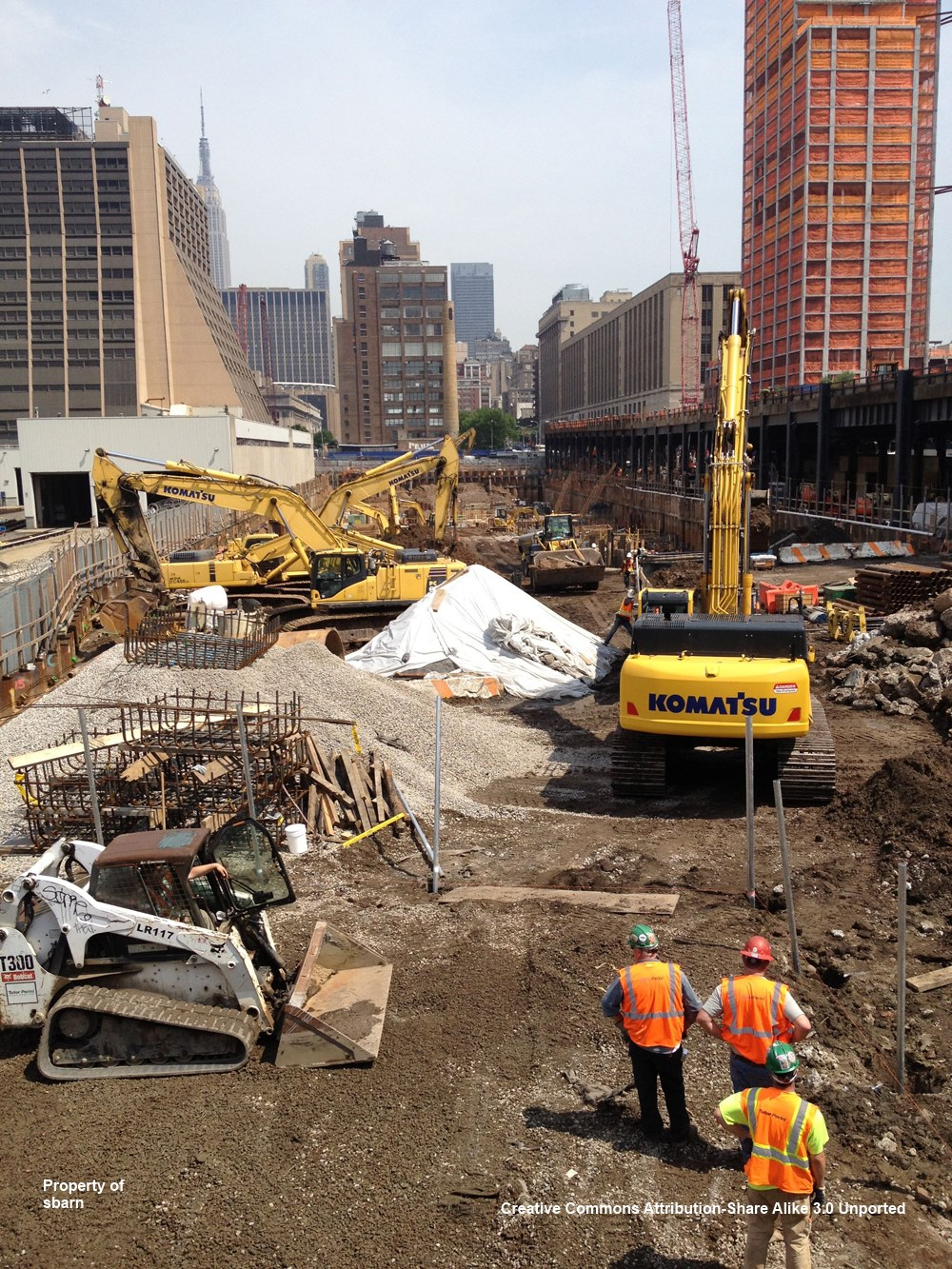
2013年5月
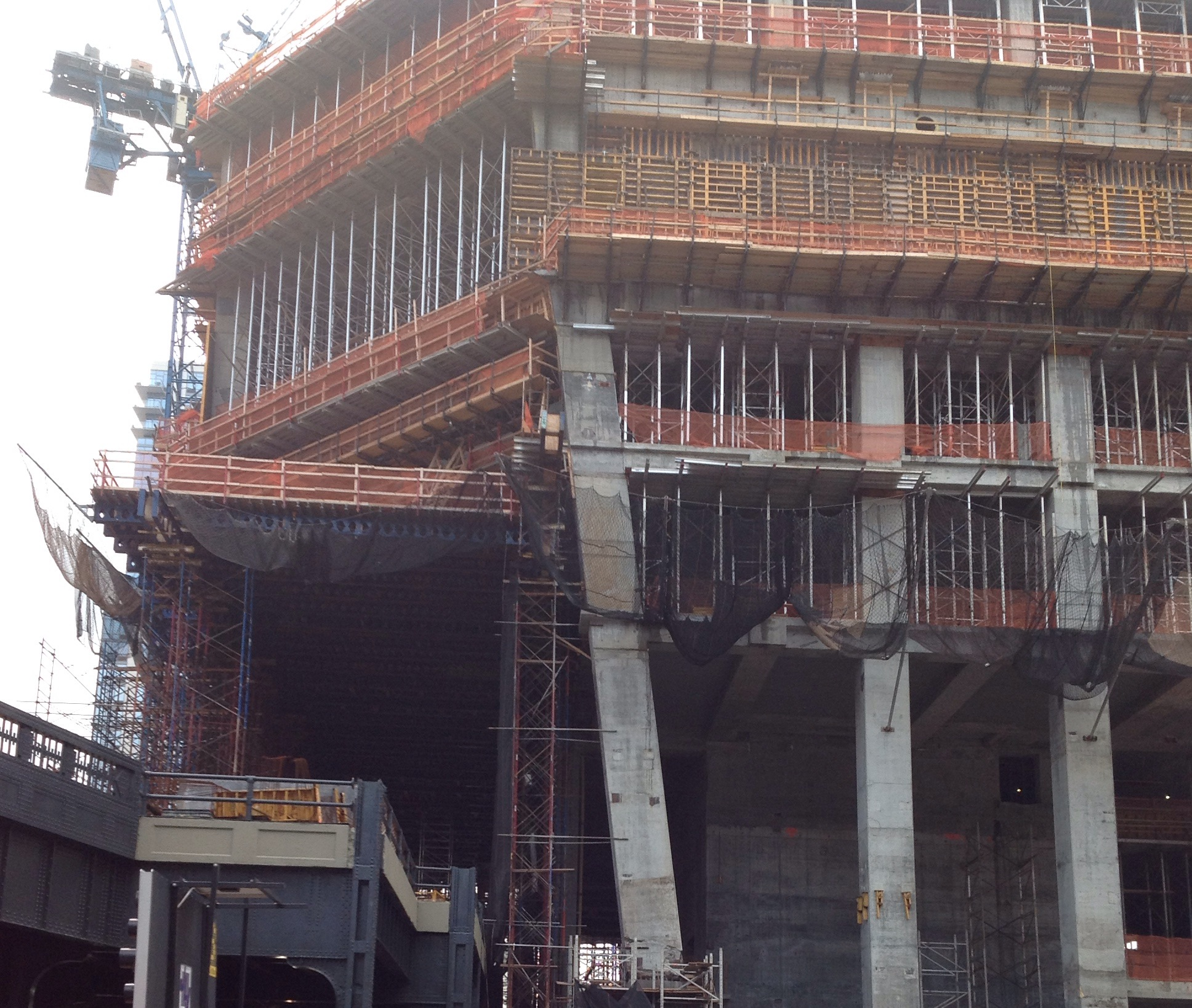
2014年6月、ビル東側のファサード
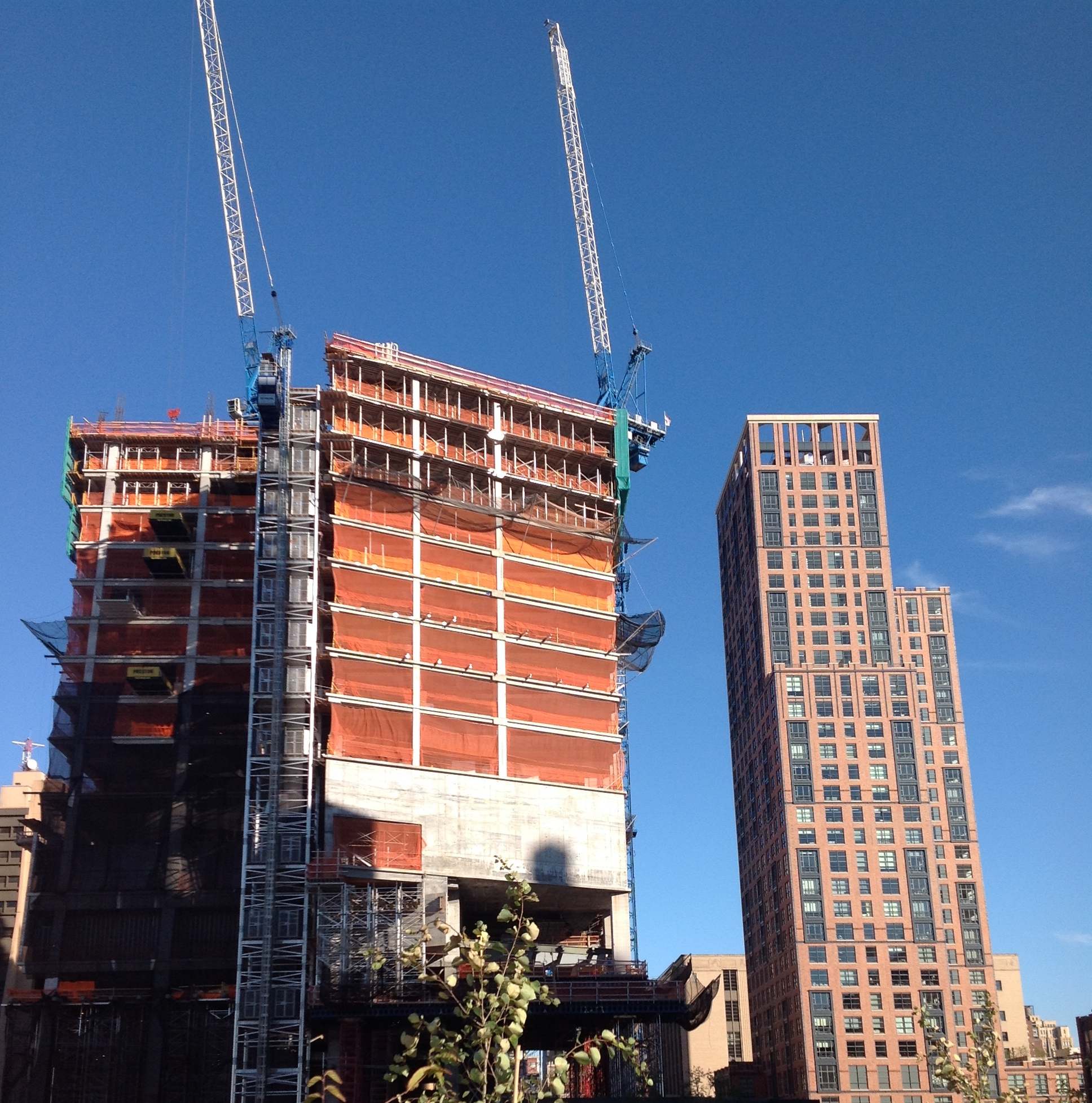
2014年9月、右側は500 西30丁目 (en)
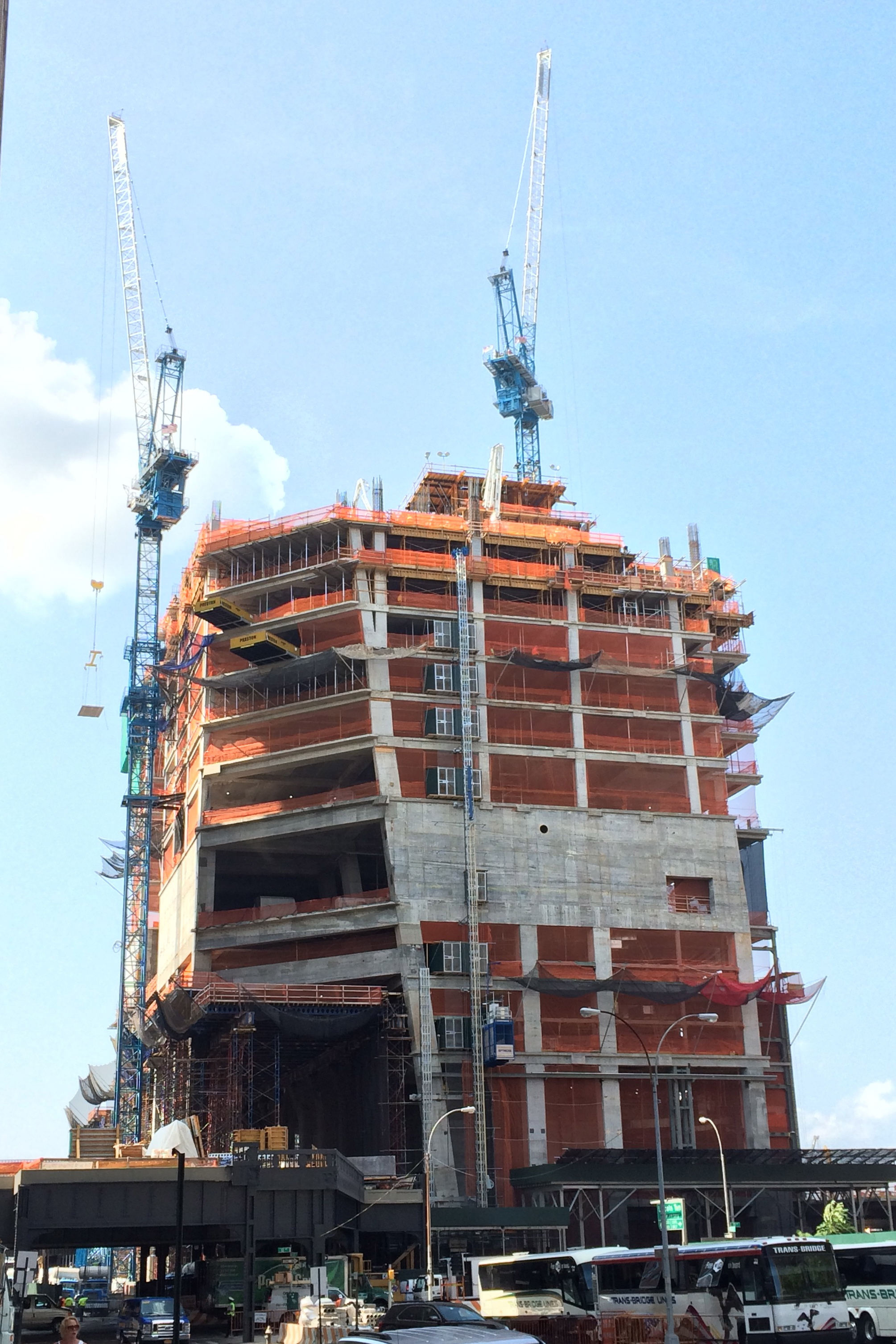
2014年9月、30丁目より見たビル
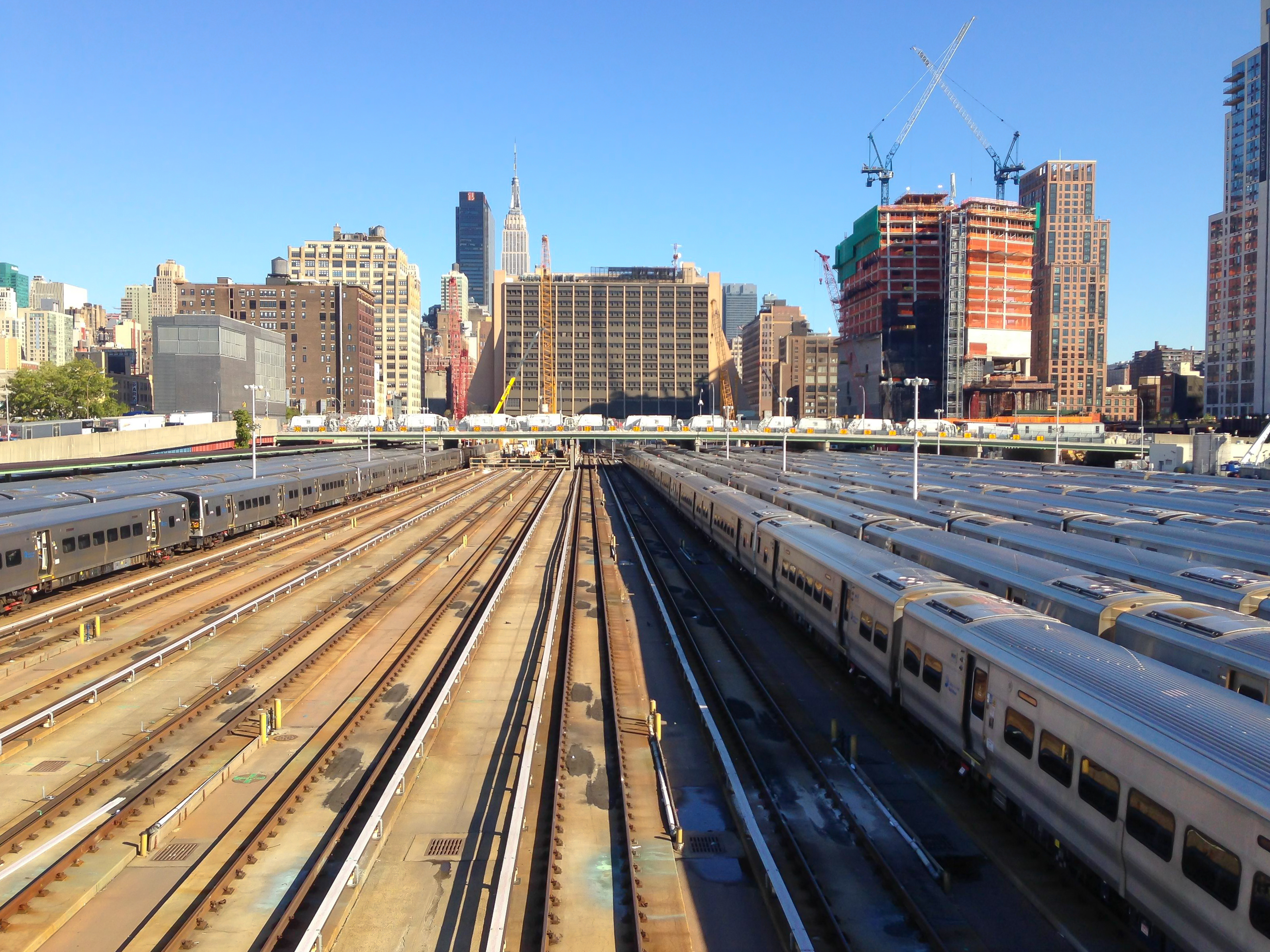
2014年9月、ビルの西側の敷地
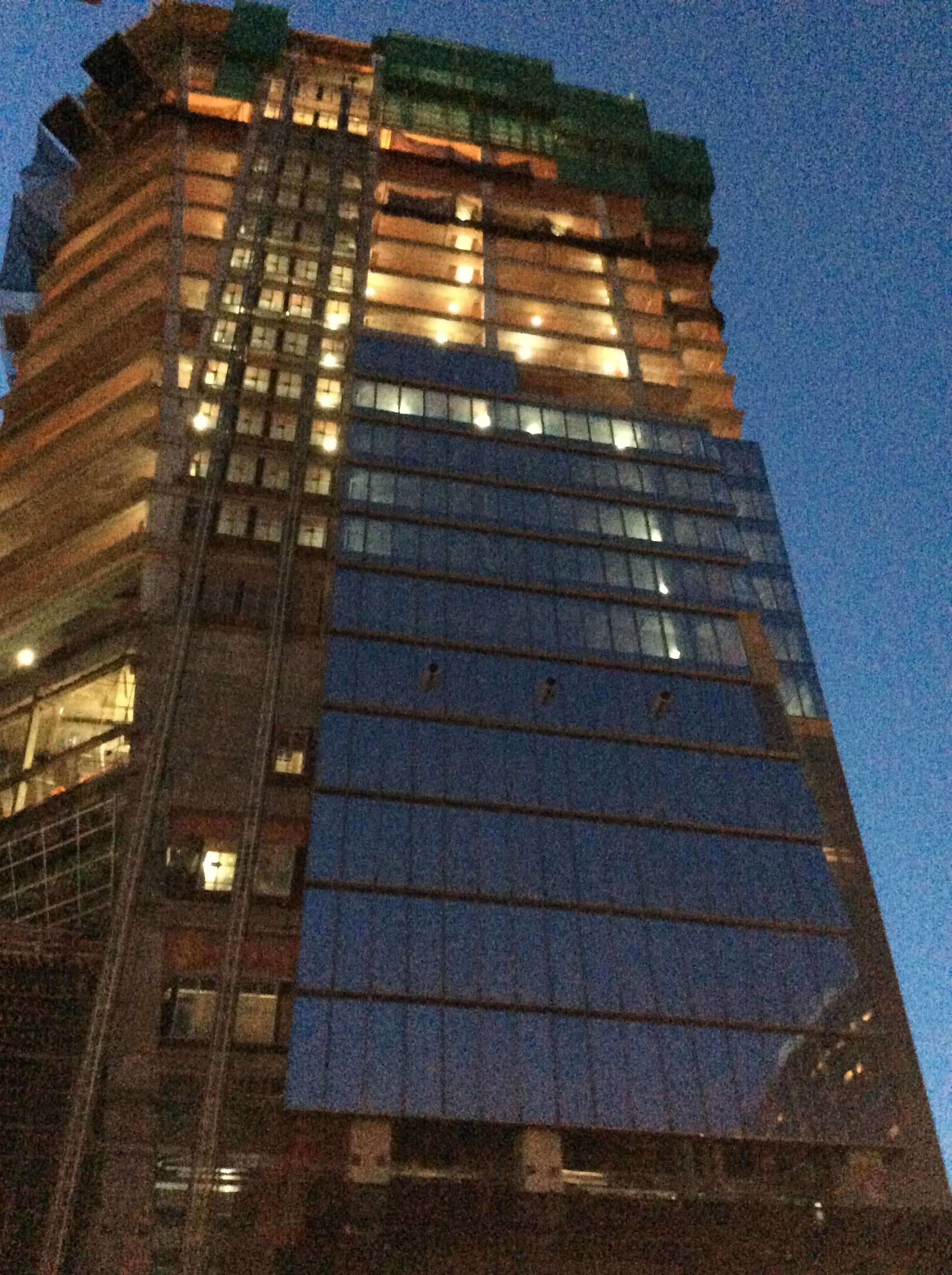
2014年12月、ビル東側のファサード
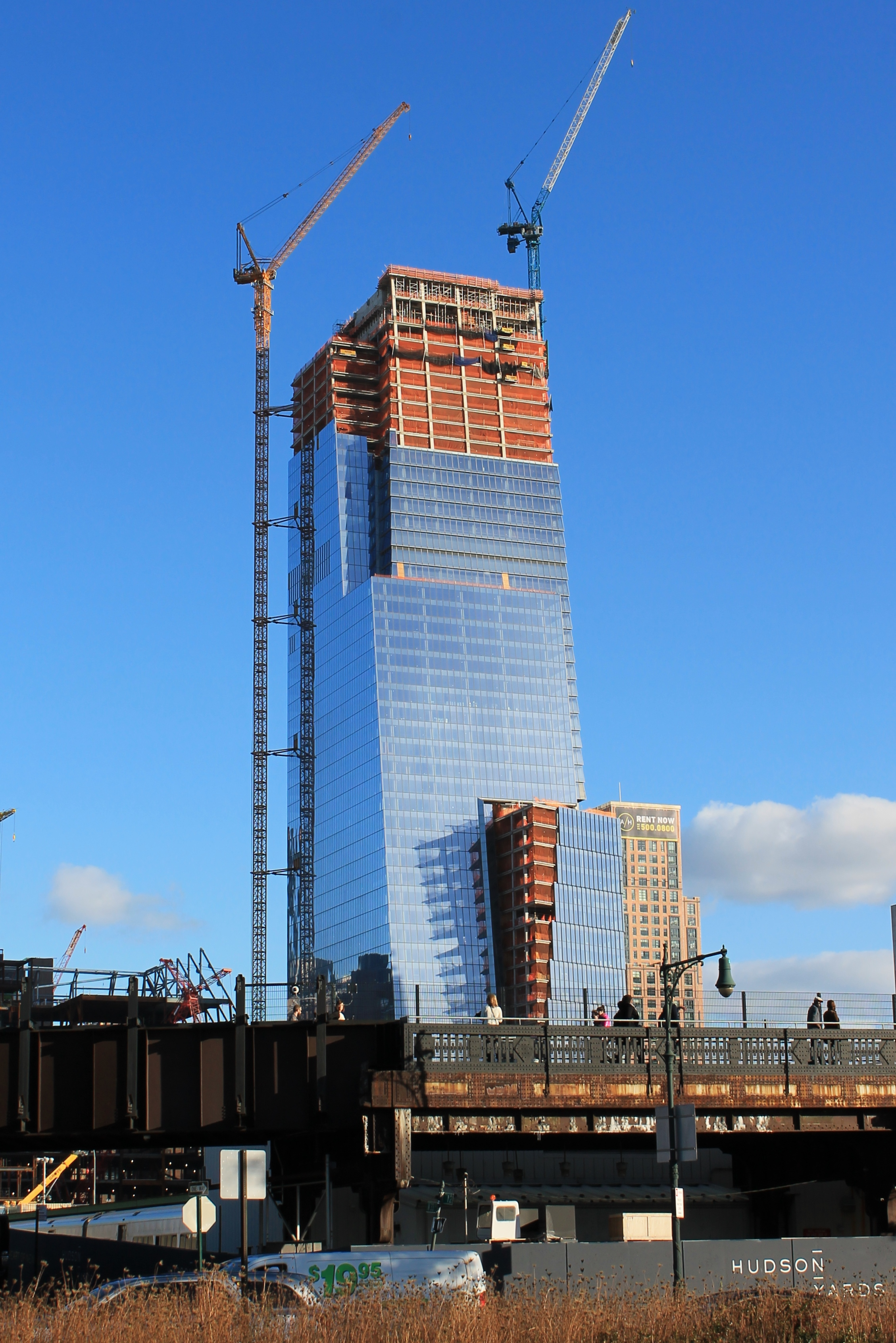
2015年10月